# Antonio Francesco Sanvitale
Antonio Francesco Sanvitale (né le 10 février 1660 à Parme, en Émilie-Romagne, Italie, et mort le 17 décembre 1714 à Urbino) est un cardinal italien du XVIIIe siècle.

## Biographie
Antonio Francesco Sanvitale étudie à l'université de Parme. Il exerce diverses  fonctions au sein de la Curie romaine, notamment comme référendaire au tribunal suprême de la Signature apostolique. Il est nommé chanoine à la basilique Saint-Pierre en 1698. Il est vice-légat à Avignon de 1700 à 1703. En 1703, il est nommé archevêque titulaire d'Éphèse (de) et nonce apostolique en Toscane (en), assesseur de la "Congrégation de l'inquisition" en 1706 et préfet des Cubiculi du Saint-Père en 1707. En 1709 il est transféré à Urbino.
Le pape Clément XI le crée cardinal in pectore lors du consistoire du 15 avril 1709. Sa création est publiée le 22 juillet 1709.